# Franšizing
Franšizing je sistem trženja blaga in/ali storitev in/ali tehnologije, ki temelji na tesnem in stalnem sodelovanju med pravno in finančno ločenimi in samostojnimi podjetji, franšizorjem in posameznimi franšiziji. Pri tem franšizor daje posameznim franšizijem pravico, obenem pa nalaga dolžnost, da poslujejo v skladu s franšizorjevim konceptom. Ta pravica in dolžnost hkrati pooblašča vsakega franšizija in ga hkrati zavezuje, da uporablja franšizorjevo trgovsko ime in/ali trgovsko znamko in/ali storitveno znamko, know-how, poslovne in tehnične metode, sistem postopkov in druge pravice, ki izhajajo iz intelektualne lastnine. Franšizor pa jim pri tem zagotavlja stalno poslovno in tehnično pomoč, na način in za čas, kot ju določa franšizna pogodba, ki sta jo s tem namenom sklenila franšizor in franšizij.
Obstajajo različne definicije franšizinga, pogosto zavajajoče, saj se tako v svetu kot tudi Sloveniji uporabljajo različne oblike poslovnih modelov, ki se predstavljajo kot franšizne, pa to niso.
Franšizing je v svojem bistvu prodaja uspešnega, dodelanega in preverjenega poslovnega sistema, neke vrste formule, ki jo mora franšizor razviti in preveriti najprej skozi svoje poslovanje ter tako dokazati, da je ponovljiva in da bo lahko morebitna franšiza uspešna. Franšizna poslovna formula tako temelji predvsem na ugledu franšizorja, na ugledu in prepoznavnosti njegove blagovne oziroma tržne znamke ter s tem povezane kakovosti izdelka oziroma storitve, dobrega razmerja med kakovostjo in ceno in nenazadnje dobre dostopnosti proizvodov in storitev.
Ne gre za običajno poslovno partnerstvo, temveč za zelo posebno obliko organizacije poslovne mreže pravno samostojnih podjetnikov. Med poglavitnimi zahtevami (pogoje za postavitev franšizne mreže opredeljuje kodeks franšizne etike Evropske franšizne federacije in hkrati Sekcije slovenskih franšiznih družb pri Trgovinski zbornici Slovenije) so, da franšizni sistem razvija podjetje, ki je se je v tem istem poslu že dokazalo, podjetje, ki se v franšizno zgodbo ne vstopa zaradi pomanjkanja denarja, časa oziroma ljudi. Torej podjetje, ki lahko ponudi poslovno formulo, ki bo novim podjetnikom nudila dobro osnovo za uspešen posel.

## Različne oblike franšizinga
Franšizing se uporablja v številnih oblikah. Loči se predvsem glede na predmet (blagovni, storitveni, proizvodni), glede na stopnjevanost (dajalec – prejemnik ali tudi vmesne stopnje), glede na naravo prejemnika (drugi proizvajalec, grosist, detajlist) in glede na številna gospodarska merila (obseg poslovanja, trajanje, vrednost prometa in dobička). V praksi pa je mogoče najti zelo različne oblike franšizinga, ki izhajajo iz različnih stopenj samostojnosti franšizijev, pa tudi vlaganj franšizorja v nepremičnine franšizijev in solastništva osnovnih sredstev.
Hkrati najdemo podjetja, ki so že franšizna, pa tega javno ne oznanjajo, podjetja, ki se predstavljajo kot franšize (ker je ta termin tržno dopadljiv), pa to v resnici niso oziroma k temu ne težijo, podjetja, ki si prizadevajo za vzpostavitev franšiznega sistema (in popolnega sistema še nimajo vzpostavljenega), seveda pa tudi podjetja, ki jih zaradi izpolnjevanja vseh kriterijev lahko brez problemov uvrstimo v to kategorijo.
Franšizing je razumljen tudi na druge načine, najbolj pogoste oblike so:
1. Izdelčni ali proizvodni franšizing (Product Franchising), ki ga imenujemo tudi klasična oblika franšizinga. Pri izdelčnem franšizingu gre za pogodbeno obliko sodelovanja med podjetji in obliko navpičnih povezav, ki nadomeščajo kapitalske vezi med sodelujočimi podjetji. S tem se zmanjšuje potreba po finančnih sredstvih, ki jih franšizor vlaga v primerjavi s siceršnjo potrebo po vlaganju v odpiranje lastnih poslovnih enot. Poudarek je na izdelku in njegovi prodaji, ki temelji na distribucijskem sistemu ene ali več vrst izdelkov z blagovno znamko franšizorja končnim uporabnikom. Franšizor je običajno tudi proizvajalec z ugledno blagovno znamko, ki preko franšizijev širi predvsem distribucijsko mrežo in s tem vpliv svojega podjetja. Posebej primeren je za izdelke, ki zahtevajo obsežno delovanje pred prodajo in po prodaji ter nosijo dobro oziroma priznano blagovno znamko.
Razlika med izdelčnim franšizingom in navadno distribucijo je predvsem v večji povezanosti med franšizorjevimi razlikovalnimi znaki, širše zasnovani storitveni dejavnosti, ki služi kot pomoč franšiziju, in izključnem ali delnem trženju produktov franšizorja, česar pri distribuciji ni zaslediti v takšni meri. Franšizor ne uporablja široke distribucijske mreže, ampak izdelke prodaja le franšizijem (ki prav tako prodajajo le njihove izdelke oziroma imajo le v nekaterih primerih odobrene tudi izdelke drugih proizvajalcev).
2. Čisti poslovni franšizing (Business Franchising), je najbolj razširjena, a tudi najbolj zahtevna oblika franšizinga. Za poslovni franšizing je značilno, da franšizor v skladu s sklenjeno franšizno pogodbo podeli pravico uporabe in izvedbe celotnega poslovnega paketa (ki ga je razvil sam), franšiziju. Običajno vključuje vse od pravice do uporabe blagovne znamke in imena blagovne znamke, poslovne skrivnosti, celotne delovne procese, celoten know-how v obliki ekskluzivne pravice za določeno območje. Paket lahko (ali pa ne) vključuje tudi pravico do podfranšiznih enot (Subfranchising Units). V tem primeru se od franšizija pričakuje, da bo razvil donosno poslovanje, v skladu z jasno predpisanimi standardi poslovanja, ki ga bo usmerjal in nadzoroval franšizij. Značilen je za dejavnosti poslovnih in osebnih storitev, hotelskih verig, hitroprehrambenih verig, verig za izposojo avtomobilov in avtomobilskih servisov ipd.

## Prednosti

### Za franšizojemalca
- Vstop na trg je pospešen, saj je sistem že znan in uveljavljen,
- Franšizojemalec ima (po navadi) ozemeljsko zaščito (lokalni monopol),
- Franšizodajalec priskrbi uveljavljen poslovni koncept in celosten paket storitev,
- Franšizodajalec je skozi leta trženja zgradil in ohranil dobro podobo znamke,
- Lažja odobritev kredita, zaradi zmanjšanega poslovnega tveganja,
- Franšizojemalec lahko izkoristi ugodnosti (promocije, nabava itd.),
- Franšizojemalec je še vedno samozaposleni podjetnik,
- Franšizojemalcu je v uporabo dana na trgu uveljavljena in dobro prepoznavna blagovna znamka,
- Izmenjava informacij,
- Primerjava med podjetji,
- Franšizojemalec uporablja učinkovito delovno organizacijo, ki je bila dokazana v praksi,
- Skozi nenehno usposabljanje in izobraževanje se bo izboljšalo franšizojemalčevo delo,
- Zaradi franšizodajalčevega nadzora so pritožbe hitro zaznane in popravljene,
- Poskrbljeno je za izčrpno trženje in oglaševanje.

### Za franšizodajalca
- Franšizodajelec izkoristi franšizojemalčevo pripravljenost za delo samostojnega pogodbenika,
- Če se obstoječe podjetje odloči za franšizing, ga lahko neposredno uporabi v tekočem poslovanju in na trdni bazi strank,
- Franšizodajalec se lahko izogne precejšnjemu strošku vzpostavljanja podružnic,
- Franšizodajalec lahko svoj dokazan sistem in know-how trži z majhnimi kapitalskimi naložbami,
- Neposredna in srednjeročna kapitalska učinkovitost za vstop na trg,
- Racionalizacija in večja učinkovitost sistema na trgu,
- Večja privlačnost za dobavitelje,
- Hitra priložnost za širjenje,
- Nizko ekonomsko tveganje

## Slabosti

### Za franšizojemalca
- Zasebno podjetniško delovanje je močno podvrženo pravilom franšizodajalca,
- Pogosto je omejevanje pogodb in obvezni nakupi od franšizodajalca (stroji, surovine itd.),
- Franšizodajalec zahteva del prihodka (do 25%),
- Tveganje, da na samopodobo franšizojemalca vplivajo dejanja franšizodajalca ali drugih franšizojemalcev,
- Popolno podjetniško tveganje

### Za franšizodajalca
- Odpoved delu donosa,
- Tveganje, da bo pogodba prekinjena zaradi kršitve obveznosti franšizojemalca,
- Manjše tržno poznavanje in manj intimnosti s strankami in partnerji, kot če bi franšizodajalec sam odpiral poslovne enote
- Večje potrebe po nadzoru in s tem povezani dodatni stroški
- Tveganje zaradi zlorabe položaja samozaposlenega s strani franšizojemalca

## Statistika
Statistika za november 2010 Arhivirano 2011-05-16 na Wayback Machine. (vir EFF in nacionalne franšizne organizacije iz posameznih držav)

## Franšizing danes in trendi
Danes po ocenah Svetovnega sveta za franšizing in Evropske franšizne federacije v Severni Ameriki in v Evropi deluje že več kot 12.000 franšiznih sistemov – v Evropi obstaja trenutno 8.000 franšiznih znamk z 2,5 milijoni delovnih mest in dobrih 390 milijard EUR prometa (podatek za leto 2007), v ZDA pa več kot 4.000 franšiznih sistemov, ki predstavljajo preko 50% prodaje, s preko trilijona USD prometa.
Izjemen porast te oblike poslovnega sistema se dogaja v Aziji in Latinski Ameriki, še posebej na Kitajskem in v Indiji. V zadnjih letih je prišlo do pravega franšiznega razcveta tudi v državah Latinske Amerike, predvsem v Mehiki, Braziliji in Argentini.
Če torej številu evropskih in številnih ameriških franšiznih sistemov dodamo še Jugovzhodno Azijo, Japonsko ter Srednjo in Južno Ameriko, pomeni še dodatno na tisoče franšiznih sistemov. Predvsem pa je potrebno izpostaviti, da se glede na visoke stopnje rasti te številke večajo iz meseca v mesec. Dejstvo je, da se franšizing najbolj razvija tam, kjer so možne velike ekonomije obsega, kar pa ne pomeni, da se franšizni sistemi ne razvijajo in uspevajo tudi na manjših trgih.
Franšizing velja v Sloveniji v veliki meri še za neizkoriščeno priložnost. Po nekaterih podatkih imamo v Sloveniji okoli 100 franšiznih sistemov, a točne številke si ne upajo podati niti na Sekciji slovenskih franšiznih družb, saj v Sloveniji ne obstaja noben uradni in obvezni register, ki bi vodil evidenco, v Sekcijo pa je še vedno vključeno le manjše število franšiznih podjetij.
Kljub razširjenosti franšizinga v Sloveniji pa veliko področij in možnosti ostaja neizkoriščenih, kar mnogi pripisujejo v prvi vrsti slabemu poznavanju franšiznega koncepta, v določeni meri pa tudi preveliki skeptičnosti družbe ter strahu uspešnih podjetnikov pred izgubo lastne kontrole nad razvojem podjetja.

## Tveganje
Kljub praktičnim prednostim, se lahko zgodi, ne le pri majhnih in šibkih franšizodajalcih, da je partnerski sistem vreden zelo malo ali celo nič. Vedno znova se pojavljajo primeri, ko franšizodajalec združi nekaj strani ničvrednih tržnih sloganov in zahtevanih obveznosti ter jih drago proda. V primeru dolgoročnega prevzema obveznosti brez natančnega trženja in izobraževanja ali brez zavezujočih obveznosti glede storitev upravljanja, lahko sicer smiselna ideja o delitvi dela in partnerskega sistema postane zelo nezanesljiva metoda distribucijske politike. 
Za franšizodajalca vedno obstaja določeno tveganje, saj s strankami nima neposrednega stika, ampak je odvisen in se znaša le na delo in zanesljivost svojih franšizojemalcev. Slab odnos do strank lahko vpliva na celoten franšizni koncept.
Slabost za franšizojemalca je tudi, da je njegov dobiček zmanjšan zaradi neposrednih in posrednih davkov. 
Zaradi različnih načinov oportunističnega vedenja na obeh straneh franšizne pogodbe je franšizing zanimivo raziskovalno področje za empirične teste moralnega tveganja.